# Lower Than Atlantis
Lower Than Atlantis (oft auch LTA) war eine Post-Hardcore-Band aus dem englischen Watford, die von 2007 bis 2019 bestand.

## Geschichte
Die Band wurde im Jahr 2007 gegründet und veröffentlichte ein Jahr später die EP Bretton über Thirty Days of Night Records. Ihr Debütalbum namens Far Q folgte im Jahr 2010 über Distort Entertainment/Redfield Records. Das zweite Album erschien bereits im Folgejahr. Es trug den Namen World Record und wurde über Sumerian Records/Wolf At Your Door Records publiziert.
Im Januar 2012 unterschrieb die Band einen Vertrag bei Island Records. Die Band wurde für das Rock am Ring 2012 bestätigt.
2018 verkündete die Band, dass sie sich nach einer Minitournee im Mai 2019 auflösen würde.

## Stil
Die Band spielte melodischen Post-Hardcore und wurde mit anderen Bands wie Gallows, Hell Is for Heroes und Biffy Clyro verglichen.

## Galerie

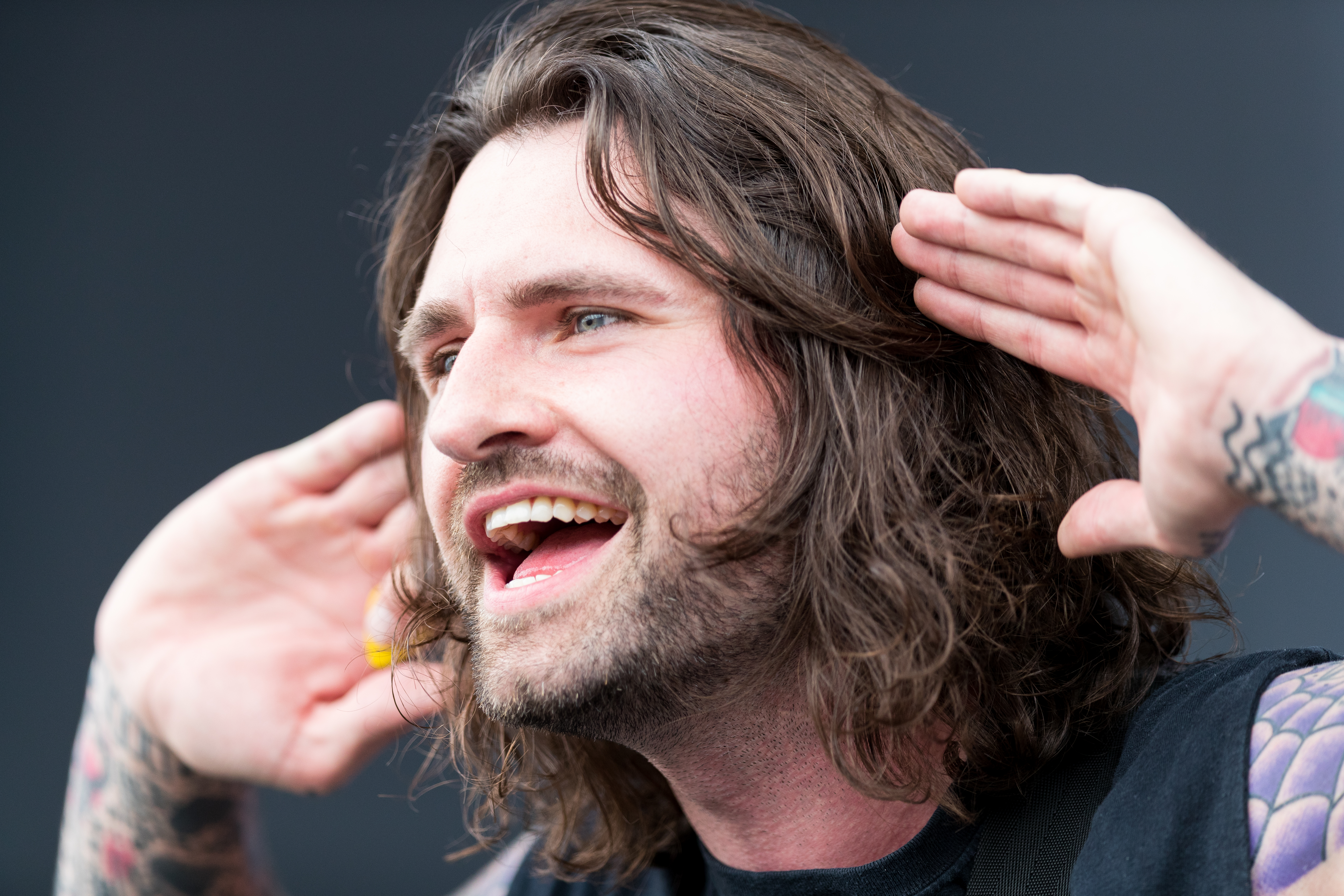
Mike Duce (2017)
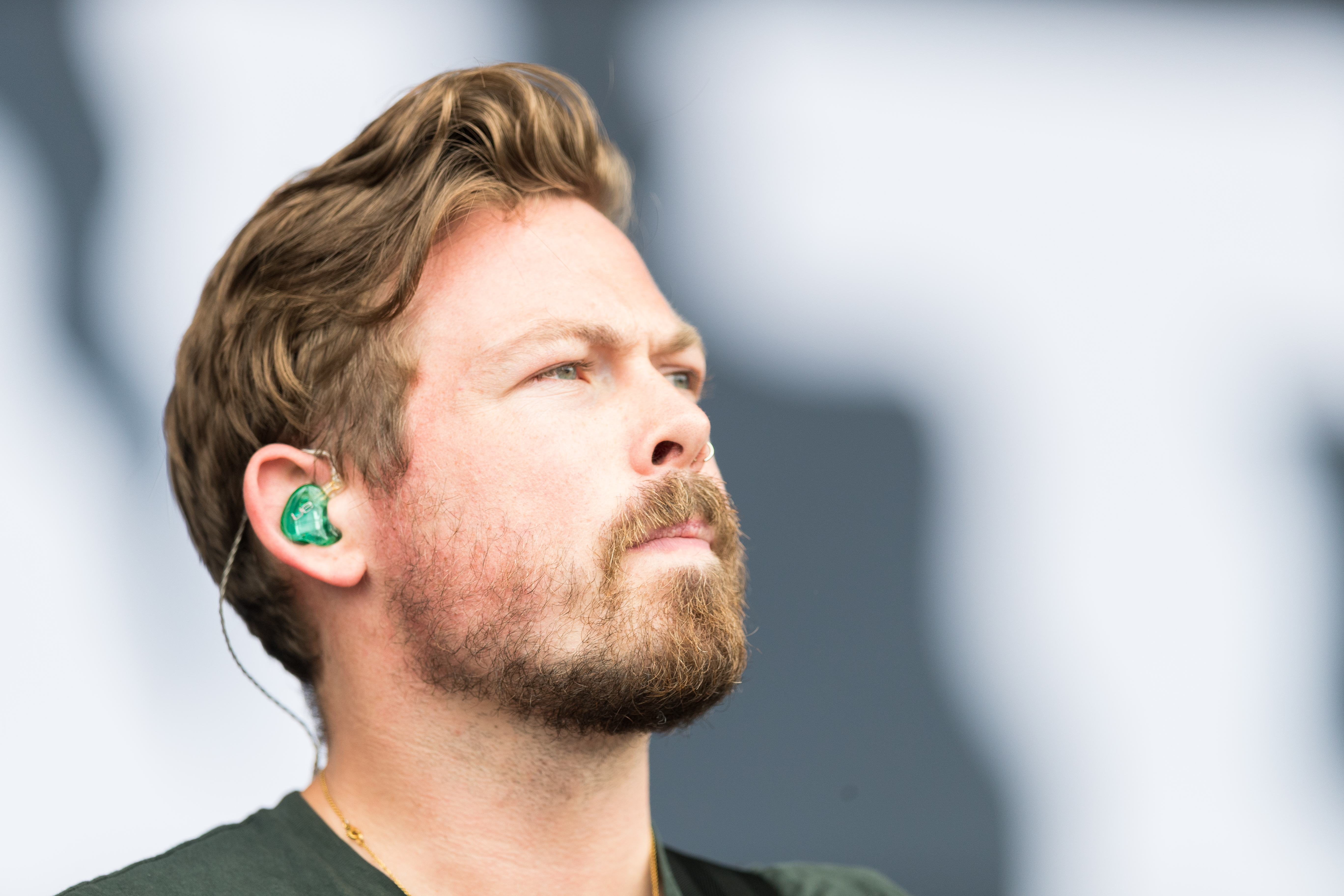
Ben Sansom (2017)

## Diskografie
- 2007: Demo 2007 (EP, Eigenveröffentlichung)
- 2008: Bretton (EP, A Wolf At Your Door Records)
- 2010: Far Q (A Wolf At Your Door Records)
- 2011: World Record (A Wolf At Your Door Records)
- 2012: Changing Tune (Island Records)
- 2014: Lower Than Atlantis (Sony Music)
- 2017: Safe in Sound (Easy Life Records)